# Kościół tytularny
Kościół tytularny – świątynia należąca do diecezji rzymskiej, przydzielana przez papieża kardynałowi.
W ten sposób kardynał staje się rzymskim prezbiterem lub diakonem, członkiem Świętego Kościoła Rzymskiego.